# Краснай-Краус, Михаэль
Mихаэль Краснай-Краус (нем. Michael Krasznay-Krausz, венг. Krasznai Krausz Mihály), также Михаэль Краус (нем. Michael Krausz; 11 апреля 1897, Панчова, Австро-Венгрия — 3 ноября 1940, Будапешт) — венгерско-австрийский композитор.

## Биография
Михаэль Краснай-Краус родился в еврейской семье. Его отец был производителем граммофонов. Михаэль начал сочинять в возрасте 13 лет. Он изучал контрапункт и композицию в Академии музыки в Будапеште у Виктора фон Херцфельда, став его первым студентом. Среди других его учителей — Золтан Кодай. После представления его оперы «Марика» в 1919 году в Венгерской государственной опере в Будапеште эмигрировал в Вену. Вначале сочинял симфоническую музыку и оперы, а с 1923 года обратился к оперетте. Премьера его первой оперетты «Приключения Баяццо» (в русском переводе более известна под названием «Клоун») состоялась 22 декабря 1923 года в Театре Иоганна Штрауса в Вене. Его оперетта «Женщина с масштабом» с Фрици Массари имела большой успех в Берлине в 1927 году.
В начале 1930-х годов Краус некоторое время жил в Берлине, где состоялись поставки нескольких его новых оперетт. Однако в 1933 году, с приходом к власти нацистов, ему пришлось навсегда покинуть Берлин. В мае 1934 года состоялся судебный процесс между Краснаем-Краусом и Палом Абрахамом, на котором последний обвинял его в плагиате. Спор разгорелся вокруг «Желтой лилии» Красная-Крауса (композитор называл ее «Венгерской рапсодией», чтобы избежать термина «оперетта»; премьера состоялась 5 января 1934 года в Будапештском городском театре, немецкая премьера состоялась 24 мая в венском «Театре ан дер Вин») и «Сказки в Гранд-отеле» Абрахама, премьера которой состоялась в том же Театре «ан дер Вин» за два месяца до немецкой премьеры «Желтой лилии» — в обоих опереттах звучит ряд номеров, поразительно похожих друг на друга. Краснай-Краус смог доказать, что сочинил спорные номера уже в августе 1932 года, и судебный процесс завершился миром, а обе стороны согласились, что Вена будет зарезервирована за Палом Абрахамом в качестве места исполнения. В последующие годы «Желтая лилия» ставилась в Будапеште и была показана в общей сложности 20 раз.
После успеха «музыкального детектива» «Дикси», премьера которого состоялась 8 февраля 1938 года, в «Театре ан дер Вин» начали репетировать новую оперетту Крауса «Девушки в опасности», премьера которой была запланирована на середину—конец февраля, а отдельные сцены транслировались по радио. Однако из-за аншлюса Австрии представление так и не состоялось. В рамках ликвидации музыкально-развлекательных театров 17 марта был закрыт «Театр ан дер Вин», и Краснай-Краусу пришлось бежать в Будапешт.
Его последняя оперетта «Марион» была представлена 23 марта 1940 года в Будапештском городском театре, но успеха не имела. Главную роль сыграла Эмми Косари, завершившая этим свою актерскую карьеру.
Михаэль Краснай-Краус умер 3 ноября 1940 года в Будапеште в возрасте 43 лет и был похоронен на еврейском кладбище на улице Козма в Будапеште.
Краснай-Краус известен также как автор многочисленных шлягеров.

## Награды
- 1916: Премия им. Лайоша Хайнальда за лучшую мессу

## Сочинения

### Оперы
- Марика (либретто Имре Фёлдеша, 22 мая 1919, Венгерская государственная опера, Будапешт)
- Táncosnő (Танцовщица) (по Мельхиору Лендьелу, 1921)

### Оперетты
- Bajazzos Abenteuer (Nur ein Bajazzo!) (Приключения Баяццо; либретто Людвига Штерка и Адольфа Эйслера, 22 декабря 1923 года, Театр Иоганна Штрауса, Вена; в рус. переводе Клоун — премьера в СССР в 1927 г. в Малом оперном театре, Ленинград[1])
- Pusztaliebchen (Дитя степей; либретто Вильгельма Штерка, 19 декабря 1924 г., Театр Иоганна Штрауса, Вена; в русском переводе Л. Л. Пальмского и Б. Алмазова под названием «Подвязка (Лукреции) Борджиа» — премьера в СССР 6 октября 1925 г., Театр Музкомедии, Москва[2]; с 1942 по 1945[3] ставилась также в Свердловске под названием Талисман, премьера 30 декабря 1942 г., Государственный театр музыкальной комедии, Свердловск[4])
- Glück in der Liebe (Счастье в любви; либретто Юлиуса Хорста и Петера Герца, 25 февраля 1927 года, Театр Иоганна Штрауса, Вена)
- Eine Frau von Format (Женщина с масштабом; либретто Рудольфа Шанцера и Эрнста Велиша, 21 сентября 1927, Theater des Westens, Берлин; французская версия (La Femme sans voile) Робера де Машьеля и Андре Мопре, 3 марта 1931, Театр des Célestins, Лион; венгерская версия (A fenséges sszony) Андора Сенеша, 31 января 1934 года, Городской театр (позже: Театр Эркеля), Будапешт)
- Yvette und ihre Freunde (Иветта и ее друзья; либретто Рудольфа Остеррайхера и Вильгельма Штерка, 18 ноября 1927 года, Венский Бюргертеатр)
- Die Frau in Gold (Женщина в золоте; либретто Леопольда Якобсона и Бруно Хардт-Вардена, 28 февраля 1929 года, Новый оперный театр, Лейпциг)
- Der treue Musikant (Верный музыкант; либретто Бруно Хардт-Вардена, слова Фрица Роттера и Бруно Хардт-Вардена, 21 ноября 1930 г., Neues Wiener Schauspielhaus, Вена)
- Адаптация оперетты «Принц-студент» Зигмунда Ромберга (немецкий текст Рудольфа Шанцера и Эрнста Велиша, 22 октября 1932 г., Большой Шаушпильхаус, Берлин)
- Die Lindenwirtin (Хозяйка «У липы», по мотивам одноимённого звукового фильма, либретто Рудольфа Шанцера и Эрнста Велиша, слова Бруно Хардт-Вардена, 30 марта 1933 года, Театр «Метрополь», Берлин)
- Papucs (Тапочки; либретто Марселя Жербидона и Поля Армона по их же пьесе «Миролюбивый муж», венгерская версия Шандора Лестьяна и Андора Сенеса, 18 ноября 1933 г., Пештский национальный Театр, Будапешт)
- Die gelbe Lilie. Ungarische Rhapsodie (Желтая лилия. Венгерская рапсодия; по пьесе Лайоша Биро Sárga liliom, либретто Гезы Херчега совместно с Иштваном Загоном и Карлом Фаркашем, премьера: 5 января 1934, Городской театр (позже: Эркель-Театр), Будапешт; немецкая премьера: 24 мая 1934, Театр ан дер Вин)
- Eva im Pelz (Ева в меху; либретто Людвига Герцера, 14 июня 1935)
- Адаптация оперетты Лео Фалля Der süße Kavalier — под названием Der junge Herr René (Молодой господин Рене; либретто Эрнста Велиша, 1935)
- Eső után köpönyeg (Слезами горю не поможешь; либретто Михая Сечена и Иштвана Бекеффи, 6 ноября 1936, Andrássy úti színház, Будапешт)
- Der schwarze Schmetterling (Чёрная бабочка; по Мельхиору Лендьелю, либретто Гезы Херчега и Генри Гилберта, слова Роберта Гилберта, 1936)
- Verzeih, daß ich dich lieb’ (Прости, что я тебя люблю; либретто Иштвана Бекеффи, Карла Фаркаша и Людвига Герцера, слова Карла Фаркаша, 1 марта 1937 года, «Ла Скала», Вена)
- Dixie: ein musikalischer Kriminalroman in fünf Kapiteln. (Дикси: музыкальный детектив в пяти главах; либретто Карла Фаркаша и Адольфа Шютца, 8 февраля 1938 г., Театр ан дер Вин)
- Mädel in Gefahr (Девушки в опасности; либретто Карла Фаркаса и Адольфа Шютца, 1938)
- Марион (либретто Мориса Декобра, венгерская версия Аттилы Орбока, 23 марта 1940 года, Городской театр, Будапешт)
- Der heimliche Casanova (Тайный Казанова; музыка Михаэля Красная-Крауса в реконструкции Бруно Ухера, либретто Карла Фаркаша и Людвига Герцера, 10 апреля 1956 года, Немецкий театр в Мюнхене)

### Инструментальные сочинения
- Нонет для струнных и духовых инструментов

### Музыка для кино
- Der Kaufmann von Venedig (1923)
- Die Lindenwirtin (1930)
- Panik in Chicago (1931)
- Mädchen zum Heiraten (1931-32) (тексты песен: Роберт Гилберт и Армин Л. Робинсон)
- Marry Me (английская версия Mädchen zum Heiraten) (1932)